# The Fame Ball Tour
The Fame Ball Tour debitantska je turneja američke pjevačice Lady Gage, u čast njezinom debitantskom albumu. Opisala ju je kao »putujući muzej« inspiriran Andy Warholovom pop-umjetnošću.
Turneja je najavljena 12. siječnja 2009. godine preko Gagine MySpace stranice. Koncert se sastojao od četiri dijela, svaki popraćen video uratkom i novim kostimom. Uz pjesme s albuma, Gaga je izvodila i neizdanu pjesmu „Future Love”. 

## Predgrupe
- The White Tie Affair (Sjeverna Amerika)
- Chester French (Sjeverna Amerika)
- Cinema Bizarre (Sjeverna Amerika)
- Gary Go (Velika Britanija)

## Popis pjesama